# Brandão, o Navegador

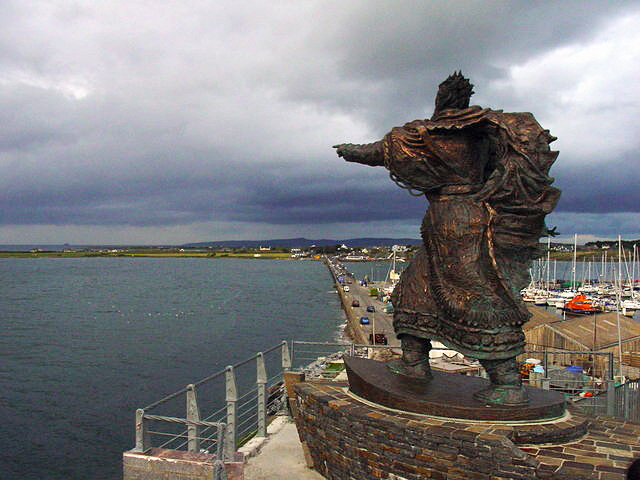
Estátua moderna na ilha Samphire.

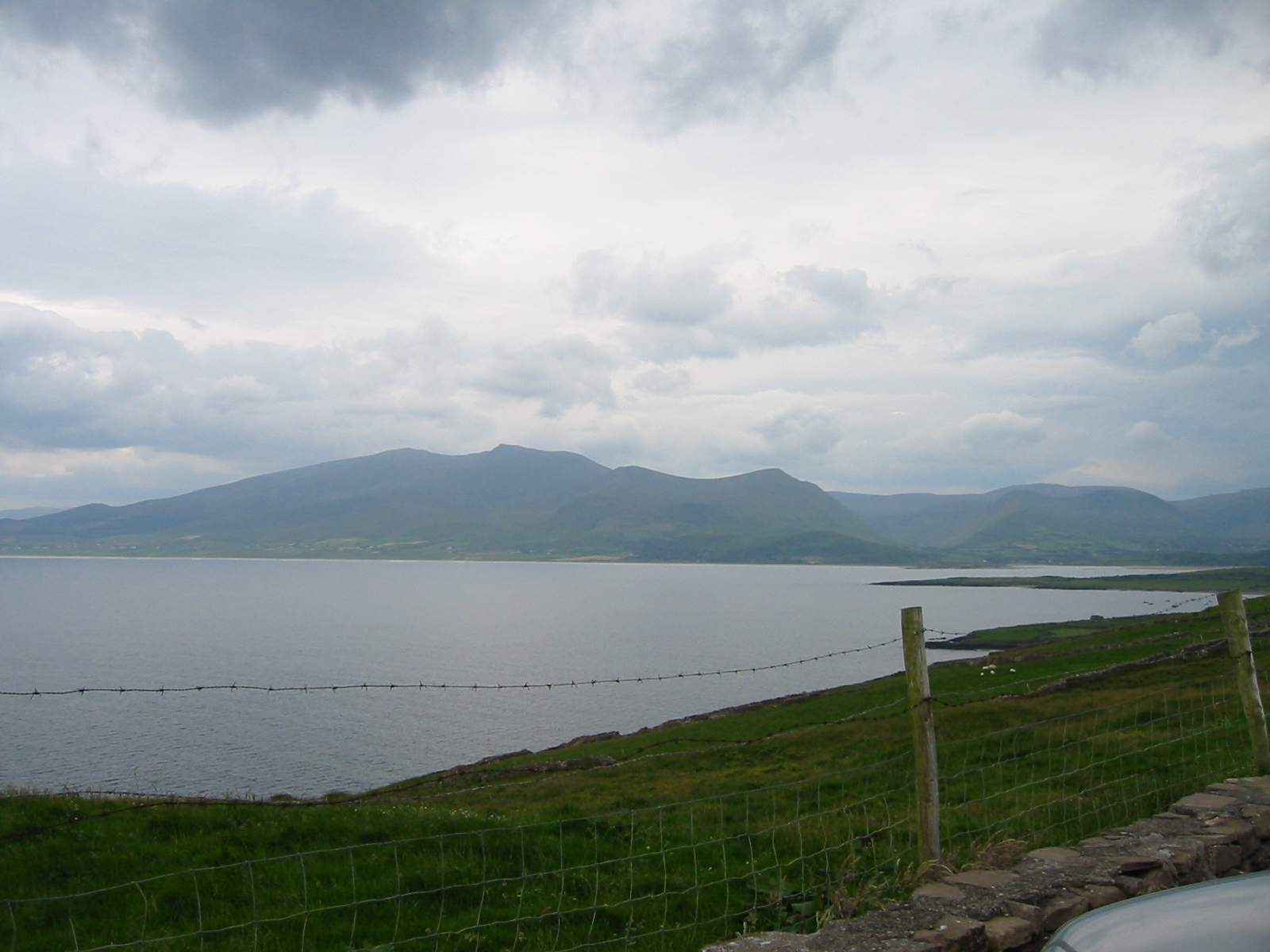
Brandon Bay, Co. Kerry, Irlanda, lugar de partida de São Brandão para as suas navegações.

São Brandão, o Navegador, ou Brandão de Ardfert e Clonfert (c. 484 – c. 577), também escrito Barandão ou Borondão, foi um monge irlandês.
Nascido em Ciarraighe Luachra, próximo da atual cidade de Tralee, condado de Kerry, Irlanda (a data de 486 também é apontada), foi batizado em Tubrid (Ardferd) e educado pelo célebre bispo Erc de Kerry e por Santa Ita (a Brígida de Munster, que o criou durante cinco anos).
Abraçou a vida monacal e tornou-se abade. Terá sido ordenado pelo bispo Erc, em 512. Após a ordenação, iniciou um percurso que faria dele um dos mais conhecidos santos da Ordem Irlandesa. Faleceu no ano de 577 em Annaghdown (então Eunachdunne), condado de Galway, Irlanda, e foi enterrado na abadia de Clonfert, no mesmo condado. A sua celebridade foi tal que diversos pontos da costa ocidental irlandesa receberam topónimos em sua honra (Brandon Point, Brandon Bay e Brandon Head, entre outros).

## O Navegador e aVita Sancti Brendani

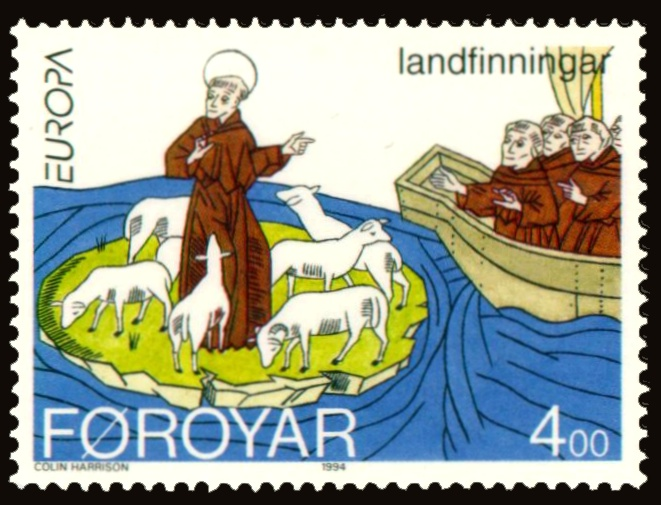
Selo feroês mostrando São Brandão descobrindo as Ilhas Feroe

São Brandão deve a sua notoriedade, e o cognome de Navegador pelo qual ficou conhecido na literatura medieval, às suas famosas viagens.
Nascido na costa ocidental da Irlanda, então a fronteira ocidental do mundo conhecido, São Brandão empreendeu um vasto périplo de missionação e fundação de abadias, que do oeste irlandês, onde lhe é atribuída, entre os anos 512 e 530, a fundação de abadias em Ardfert (condado de Kerry), Inishdadroun (condado de Clare), Annadown (condado de Galway) e Clonfert (condado de Galway), o levaram a visitar a Escócia, onde, depois de 563, terá encontrado São Columba e participado na fundação de um mosteiro, e o País de Gales, onde terá sido abade de Llancarvon e onde terá encontrado o célebre Machutus (mais conhecido por São Malô).
Contudo, foram as viagens marítimas, num tempo em que as antigas rotas norte-atlânticas estavam prestes a desaparecer, que lhe trouxeram a celebridade: terá visitado a Bretanha, as ilhas Órcades e Shetland e possivelmente as Faroe, um feito então incomum.
A sua biografia, a Vita Sancti Brendani, cuja cópia mais antiga terá sido composta em latim eclesiástico por volta do século X, transformou-se num dos escritos mais copiados da alta Idade Média, merecendo traduções e versões várias. A partir da Vita Sancti Brendani, num processo talvez interactivo, nasceram diversas lendas que aparecem hoje no legado cultural da maioria dos povos da costa ocidental europeia, particularmente os de origem celta.

## AsNavigatio Sancti Brendani
Para além das viagens no mundo conhecido, a lenda atribui a São Brandão a realização de uma longa viagem pelo Atlântico noroeste que o teria levado a uma terra, geralmente descrita como uma ilha, sita fora do mundo conhecido. Esta viagem, descrita nas múltiplas versões da Navigatio Sancti Brendani, um relato complementar à “Vita Sancti Brendani” cuja primeira versão escrita conhecida data dos séculos X ou XI (com uma tradução francesa datada de 1125), inflamou a imaginação dos povos marítimos da Europa, mantendo vivo o desejo de conhecer o que se escondia para além do horizonte do mar.
A viagem de São Brandão, como é descrita nas Navigatio Sancti Brendani, inicia-se com a partida de Brandão, acompanhado por um numeroso grupo de monges (seriam 60 nalguns relatos) da sua abadia de Shanakeel (ou Baalynevinoorach), nas proximidades de Ardfert, costa ocidental da Irlanda, em busca da Ilha das Delícias (ou do Paraíso). Na sua motivação estaria o conceito medieval de peregrinação, bem patente na presença de eremitérios ao longo das costas e nas pequenas ilhas costeiras desabitadas (como os do Cabo Espichel ou da Arrábida), e a busca dos lugares míticos desaparecidos.
De acordo com o antigo calendário eclesiástico irlandês, a viagem teria sido iniciada a 22 de Março (no qual a Igreja celta celebrava a festa do Egressio familiae Sancti Brendani). O número de companheiros varia de acordo com as versões das viagens entre os 18 e os 150, mas na litania composta no século VIII por Santo Angus são invocados os 60 que acompanharam São Brandão.
A viagem terá durado sete anos durante os quais foram visitados diversos lugares e encontrados as mais exóticas criaturas, entre as quais uma baleia tão grande que foi confundida com uma ilha e sobre qual fizeram os monges uma fogueira. Ao fim desta longa e aventurosa travessia, São Brandão e a sua equipagem de monges atingiram finalmente a Terra Repromissionis, o Paraíso, uma terra de indescritível beleza e luxuriante vegetação. Infelizmente a narrativa não nos indica a rota seguida, pelo que a verdadeira localização do Paraíso de São Brandão ainda permanece um mistério.
Após o seu regresso à Irlanda, a história da viagem de São Brandão correu o mundo cristão e em breve a costa oeste da Irlanda converteu-se num importante centro de peregrinação, com Ardfert no seu centro. Naquela região formaram-se múltiplas abadias e casas religiosas, em especial em Gallerus, Kilmalchedor, Brandon Hill e nas ilhas Blasquet.

## A ilha de São Brandão
A ilha descrita nas Navigatio Sancti Brendani ficou conhecida por Ilha de São Brandão (e por vezes por Ilhas Afortunadas ou mesmo Ilha do Brasil), vindo juntar-se ao numeroso grupo de terras que se dizia existiam no Atlântico. A existência destas terras, por vezes referidas por terras brendanianas, foi no advento da Renascença uma importante motivação no movimento dos descobrimentos europeus.
A ilha de São Brandão aparece em quase todos os mapas medievais, ocupando no Atlântico Norte posições que vão desde o oeste da Irlanda à Terra Nova, aos Açores, às Antilhas e às Canárias. A configuração da ilha varia desde uma pequena ilha circular até uma enorme ilha alongada.
Fernão de Noronha identificou o Brasil como sendo as Ilhas Afortunadas ou mesmo a Ilha do Brasil da lenda criada a partir das navegações de São Brandão no século VI.
Entre as ilhas que durante mais tempo foram identificadas com as ilhas brendanianas está o arquipélago dos Açores, em particular a ilha do Faial.
Dentro da tradição brendaniana, o nome de ilha de São Brandão foi levado às sete partidas do mundo. Talvez a sua sobrevivência mais remota seja a ilha de São Brandão, nome oficial do atol conhecido como Cargados Carajos, que faz parte do arquipélago das Mascarenhas, em pleno Oceano Índico (16º 58’ S; 59º 60’ E), 430 km a nor-nordeste da Maurícia, de que depende administrativamente.